# Tonin Ujka
Tonin Ujka też jako: Tonon Ujka (ur. 13 czerwca 1940 w Szkodrze, zm. 8 lipca 2008 w Tiranie) – albański aktor i reżyser.

## Życiorys
Ukończył studia na wydziale sztuk scenicznych Instytutu Sztuk w Tiranie i kurs reżyserii teatralnej. Po studiach rozpoczął pracę w Teatrze Migjeni w Szkodrze. W tym zespole pozostał do początku lat 90., kiedy to wraz z rodziną przeniósł się do Tirany. W wyborach parlamentarnych w 1992 uzyskał mandat deputowanego do parlamentu z okręgu Szkodry jako przedstawiciel Demokratycznej Partii Albanii. Pełnił także funkcje dyrektora Teatru Narodowego (alb. Teatri Kombëtar) i Teatru Lalek (alb. Teatri të Kukullave).
Na dużym ekranie zadebiutował w 1969 niewielką rolą w filmie Plage te vjetra. Zagrał jeszcze w 9 filmach fabularnych, w większości role drugoplanowe. Został wyróżniony tytułem Honorowego Obywatela Szkodry.
Zmarł w wyniku niewydolności krążenia. Pochowany 11 lipca 2008 na cmentarzu miejskim w Szkodrze.

## Role filmowe
- 1969: Plagë të vjetra
- 1971: Kur zbardhi një ditë jako Cygan
- 1973: Operacioni Zjarri jako Gjethi
- 1975: Lume drite jako nauczyciel
- 1978: Në pyjet me borë ka jetë jako Marku
- 1978: Nga mesi i errësirës jako Meti
- 1980: Gëzhoja e vjetër jako Zenel
- 1980: Një ndodhi në port jako dyrektor
- 1981: Një natë pa dritë jako Prifti
- 1982: Flaka e maleve
- 1982: Shokët jako Bardhi
- 1988: Bregu i ashpër jako Kola
- 1991: Prindër të vegjël
- 2004: Streha e të harruarve
- 2006: Gjoleka, djali i Abazit
- 2008: Antenna jako generał